# Worlds I Create
Worlds I Create — третий полноформатный альбом норвежской блэк-метал-группы Pantheon I, вышедший в Европе 29 июля 2009 года и в Северной Америке 11 августа того же года.
Как и для предыдущих двух альбомов группы, обложку оформил Кьелл Эге Мелагд.

## Список композиций
1. «Myself Above All» — 7:09
2. «Defile the Trinity» — 5:14
3. «Serpent Christ» — 5:49
4. «Ascending» — 5:52
5. «Burn The Cross»- 4:55
6. «Bannlyst» — 5:44
7. «The Last Stand» — 5:33
8. «Written In Sand» — 7:04

## Участники записи
- Андре Квебек — вокал, гитара
- Джон Эспен Сагстад — гитара
- Мадс Гульдбеккей — барабаны
- Тор Рисдал Ставенес — бас-гитара
- Лив Джулиан Костел — виолончель
- В качестве гостя в песне «Ascending» отметился Йонас Ренксе из группы Katatonia.
- Все слова и музыка написаны участниками PANTHEON I.
- Сводил, микшировал и проводил мастеринг Мариус Странд
- Обложку рисовал Кьелл Эге Мелагд.
- Фотографию участников группы сделал Эспен Крокхауг